# Сорочиця сіроспинна
Сорочиця сіроспинна (Cracticus torquatus) — вид горобцеподібних птахів родини ланграйнових (Artamidae).

## Поширення
Ендемік Австралії. Ареал виду займає більшу частину країни, за винятком пустельних районів центрально-західної Австралії та вологих тропіків півночі. Місця проживання цих птахів — відкриті трав'янисті або чагарникові ділянки з наявністю ізольованих дерев та джерела прісної води.

## Опис
Птах середнього розміру, завдовжки 27—30 см, вагою 68—112 г. Це птах з міцною статурою, довгим квадратним хвостом, великою прямокутною головою, міцним дзьобом з трохи загнутим кінчиком верхньої щелепи. Спина та крила темно-сірі з блакитним відтінком. Махові пера з чорними краями, а криючі крил з нечіткими білими смугами. Нижня поверхня крил також біла. Голова чорна. Горло, сторони шиї, грудеи, боки і черево сірувато-білі, з відтінками пісочного кольору в центральній частині грудей. Хвіст чорний з білою основою.

## Спосіб життя
Трапляється поодинці або у дрібних сімейних зграях. Проводить більшу частину дня сидячи на високому дереві, вишукуючи поживу. Всеїдний птах. Живиться великими комахами та іншими безхребетними, дрібними хребетними, яйцями птахів і плазунів, фруктами, ягодами, нектаром. Сезон розмноження триває з червня по січень з піком у вересні і жовтні. Утворює моногамні пари. Чашоподібне гніздо будує на гілках дерев. У кладці 2-5 яєць. Інкубація триває 25 днів. Пташенят доглядають обоє партнерів.

## Підвиди
- Cracticus torquatus torquatus (Latham, 1801) - номінальний підвид, широко поширений від узбережжя південно-східного Квінсленду до Вікторії;
- Cracticus torquatus leucopterus Gould, 1848 - широко розповсюджений у всій частині ареалу західніше від Великого подільного хребта;
- Cracticus torquatus cinereus (Gould, 1837) - ендемік Тасманії.